# Lev Manovich
Lev Manovich es autor de libros sobre teoría de nuevos medios, profesor de informática en City University of New York, Graduate Center, Estados Unidos y profesor visitante en la European Graduate School en Saas-Fee, Suiza. La investigación y la enseñanza de Manovich se centra en las humanidades digitales, la informática social, el arte y la teoría de los nuevos medios, y los estudios de software.
Una de sus obras, El lenguaje de los nuevos medios de comunicación: la imagen en la era digital, fue traducida a trece idiomas. El último libro académico de Manovich El software toma el mando Fue publicado en 2013 por Bloomsbury, y el borrador anterior fue publicado bajo una licencia de Creative Commons.
Su laboratorio de investigación Cultural Analytics Lab (llamado Software Studies Initiative 2007-2016) fue descrito en un comunicado de prensa asociado como el primer intento de análisis computacional de colecciones masivas de imágenes y video (analítica cultural). Su laboratorio fue el encargado de crear visualizaciones de conjuntos de datasets culturales para Google, la New York Public Library, el Museo de Arte Moderno de Nueva York (MoMA).

## Biografía
Manovich nació en Moscú, URSS, donde estudió pintura, arquitectura, informática y semiótica. Después de pasar varios años practicando bellas artes, se mudó a Nueva York en 1981. Sus intereses pasaron de la imagen fija y el espacio físico 3D al espacio virtual, las imágenes en movimiento y el uso de computadoras en los medios. Mientras estuvo en Nueva York recibió una maestría en Psicología Experimental (NYU, 1988) y, además, trabajó profesionalmente en animación por computadora 3D de 1984 a 1992. Luego pasó a recibir un Ph.D. en Estudios Visuales y Culturales de la Universidad de Rochester 1993, bajo la supervisión de Mieke Bal. Su disertación de Ph.D. La ingeniería de la visión desde el constructivismo a las computadoras sigue los orígenes de los medios informáticos, relacionándolos con el vanguardismo de la década de 1920.
Manovich ha estado trabajando con medios informáticos como artista, animador informático, diseñador y programador desde 1984. Sus proyectos artísticos incluyen Little Movies, el primer proyecto de película digital diseñado para la Web (1994-1997), Freud-Lissitzky Navigator, un software conceptual para navegar la historia del siglo XX (1999), y Anna y Andy, una novela de transmisión (2000). También es conocido por sus interesantes artículos, incluidos "Nuevos medios de Borges a HTML" (2001) y "Base de datos como forma simbólica" (1998). En este último artículo, explica las razones detrás de la popularidad de las bases de datos, mientras que las yuxtapone a conceptos tales como algoritmos y narrativa. Sus obras han sido incluidas en muchas exhibiciones internacionales clave de arte de los nuevos medios. En 2002 ICA en Londres presentó su mini-retrospectiva bajo el título Lev Manovich: Adventures of Digital Cinema.
Manovich ha estado enseñando arte de nuevos medios desde 1992. También ha sido profesor visitante en el Instituto de Artes de California, UCLA, Universidad de Ámsterdam, Universidad de Estocolmo y la Universidad de Arte y Diseño de Helsinki. En 1993, los estudiantes de sus clases de realización de películas digitales en el UCLA Lab for New Media fundaron la Post-Cinematic Society que organizó algunos de los primeros festivales de películas digitales basados en sus ideas sobre nuevos medios como el cine de bases de datos.
En 2007 Manovich fundó el research lab Software Studies Initiative, que trabaja bajo el nombre de Cultural Analytics Lab desde 2016.
El 8 de noviembre de 2012, se anunció que Lev Manovich se uniría a la facultad del Graduate Center de la City University of New York en enero de 2013, con el objetivo de mejorar las iniciativas digitales de las escuelas de posgrado.

## Proyectos y Libros seleccionados

### El lenguaje de los nuevos medios de comunicación: la imagen en la era digital
Su libro, The Language of New Media (2001), cubre muchos aspectos del software cultural: por ejemplo, identifica varias herramientas o procesos clave (los llama 'operaciones') que sustentan el software comercial, desde el procesamiento de textos hasta los programas de edición de video. . Estos incluyen las convenciones de copiar y copiar, cortar, pegar, copiar, etc. Los extractos que hemos seleccionado resaltan aspectos "nuevos" de los nuevos medios con los que Manovich se ocupa. A menudo le preocupa la cultura visual y especialmente con la imagen en movimiento, por lo que las primeras secciones, "La base de datos" y "Base de datos y algoritmo", exploran las distintas formas en que las computadoras almacenan y manipulan la información (aquí, por ejemplo, filmaciones de imagen en movimiento). Él compara esto con las técnicas tradicionales de manipulación y edición de material de película. El extracto de 'Espacio navegable' también se ocupa de la imagen en movimiento, pero esta es la imagen en movimiento como un mapeo o modelado del espacio virtual. Desde 'fly-throughs' arquitectónico a los viscerales y violentos placeres de explorar los pasillos del videojuego Doom, el espacio virtual se discute como una nueva forma cultural significativa que se basa en la cultura visual y cinematográfica predigital.
En "Nuevos medios de Borges a HTML" (2001), Manovich describe las ocho definiciones de "nuevos medios":
1. Nuevos medios versus cibercultura
2. Nuevos medios como tecnología informática utilizada como plataforma de distribución
3. Nuevos medios como datos digitales controlados por software
4. Los nuevos medios como la mezcla entre las convenciones culturales existentes y las convenciones de software
5. Los nuevos medios como la estética que acompaña a la etapa inicial de cada nuevo medio moderno y tecnología de la comunicación
6. Nuevos medios como ejecución más rápidos de algoritmos ejecutados previamente manualmente o a través de otras tecnologías
7. Los nuevos medios como la codificación de la vanguardia modernista; Nuevos medios como Metamedia
8. Los nuevos medios como articulación paralela de ideas similares en el arte de la posguerra y la informática moderna

### Soft Cinema: Navigating the Database
Su proyecto de arte digital Soft Cinema fue encargado por ZKM para la exposición Future Cinema (2002-03); viajando a Helsinki, Finlandia, y Tokio, Japón, en abril de 2003. "Aunque las películas se parecen a los géneros familiares del cine, el proceso por el que fueron creadas demuestra las posibilidades del cine soft(ware). Un "cine", que es, en el que la subjetividad humana y las elecciones variables hechas por el software personalizado se combinan para crear películas que pueden ejecutarse infinitamente sin repetir exactamente las mismas secuencias de imágenes, diseños de pantalla y narrativas. Cada ejecución de Soft Cinema ofrece una experiencia de visualización única para el público; el software trabaja con un conjunto de parámetros que permiten que casi cada parte de una película cambie".
Los proyectos de Soft Cinema extraen las posibilidades creativas en la intersección de la cultura del software, el cine y la arquitectura. Sus manifestaciones incluyen películas, visualización dinámica, instalaciones controladas por computadora, diseños arquitectónicos, catálogos impresos y DVDS.

### El software toma el mando
Otro libro, Software Takes Command fue publicado en 2013 por Bloomsbury Academic. Es parte de la serie International Texts in Critical Media Aesthetics, fundada por el editor de la serie Francisco J. Ricardo.

### Instagram y la imagen contemporánea
El último libro de Manovich es Instagram and Contemporary Image (2017) publicado bajo una licencia de Creative Commons. En 2018, fue traducido al japonés y publicado en una edición especial con contribuciones de nueve autores japoneses.

## Libros
- Tekstura: Russian Essays on Visual Culture, editor, junto con Alla Efimova (Chicago: University of Chicago Press, 1993).[25]
- Info Aesthetics, un libro/sitio web semiabierto en proceso. El proyecto empezó en agosto de 2000, última actualización en octubre de 2001.[26]
- Metamediji (en serbio) (Belgrade: Center for Contemporary Arts: 2001).[27]
- Soft Cinema, con contribuciones por Andreas Angelidakis, Jason Danziger, Andreas Kratky, y Ruth M. Lorenz (Karlsruhe: ZKM Center for Art and Media Karlsruhe, 2002).
- The Language of New Media (Cambridge, Massachusetts: MIT Press, 2001).[2]
- Black Box - White Cube (in German) (Berlin: Merve Verlag, 2005).[28]
- Soft Cinema: Navigating the Database, together with Andreas Kratky (Cambridge, Massachusetts: MIT Press, 2005).
- Software Culture (en italiano) (Milano: Edizioni Olivares, 2010).[29]
- El Software toma el mando (Nueva York: Bloomsbury Academic, 2013).[3]
- The Illusions (Cambridge, Massachusetts: MIT Press, 2014).[30]
- Data Drift: Archiving Media and Data Art in the 21st Century, editor, together with Rasa Smite and Raitis Smits (Riga: RIXC, LiepU MPLab, 2015).[31]
- Instagram and Contemporary Image (New York, 2017).[23]
- Theories of Software Cultures (in Russian) (Nizhny Novgorod: Krasnaya Lastochka, 2017).[32]
- Instagram and Contemporary Image (in Japanese), with contributions by Kiritorimederu, Akihiro Kubota, Yoshiaki Kai, Kouichiro Shibao, Junya Tsutsui, Kosuke Nagata, Barbora, Osamu Maekawa, Nobuhiro Masuda (Tokyo: BNN, 2018).
- AI Aesthetics. Moscow: Strelka Press, 2018.[33]